# ニコルス線図

ニコルス線図

ニコルス線図（にこるすせんず、英語：Nichols chart）は、ゲイン-位相線図上に開ループ伝達関数の周波数応答を描いたとき、単一フィードバック系の目標値から制御量までの閉ループ伝達関数のゲインと位相差が読み取れるように、ゲイン-位相線図上に閉ループ伝達関数のゲインおよび位相差が一定となる曲線を重ねて書いた線図。ニコルズ線図とも呼ばれる。
この線図を用いると、開ループ周波数応答から閉ループ周波数応答を求めることができる。

## 理論

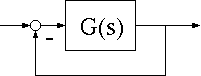
直結フィードバック系

直結フィードバック系における閉ループ周波数伝達関数 {\displaystyle W(j\omega )} は
{\displaystyle W(j\omega )={\frac {G(j\omega )}{1+G(j\omega )}}}
である。ここで
{\displaystyle G(j\omega )=ge^{j\theta },~g=|G(j\omega )|,~\theta =\angle G(j\omega )}
とおくと、
{\displaystyle W(j\omega )={\frac {g\cos \theta +jg\sin \theta }{(1+g\cos \theta )+jg\sin \theta }}=Me^{j\varphi }}
となる。ただし
{\displaystyle M={\frac {g}{\sqrt {1+g^{2}+2g\cos \theta }}},~\varphi =\tan ^{-1}{\frac {\sin \theta }{g+\cos \theta }}}
である。
{\displaystyle M,~\varphi } はそれぞれ、閉ループ周波数伝達関数のゲイン、位相であり、
開ループ周波数伝達関数 {\displaystyle G(j\omega )} のゲイン {\displaystyle |G(j\omega )|} および位相 {\displaystyle \angle G(j\omega )} により求めることができる。